# 菲奧多羅夫卡河
菲奧多羅夫卡河是俄羅斯的河流，屬於科布拉河的右支流，由科密共和國負責管轄，河道全長139公里，流域面積2,380平方公里，河水主要來自融雪，每年十月至翌年四月結冰。